# Хризоліна подвоєна
Хризоліна подвоєна (Chrysolina geminata)  — вид жуків підродини Chrysomelinae з родини листоїдів. Поширений від Європи (за винятком Піренейського півострова) до Сибіру та Кавказа, інтродукований до Північної Америки.
Довжина тіла імаго 6,5-7,5 мм. Імаго синє або чорно-синє, рідше зі спини вони мідні, зелене або чорне. На надкрилах є ряди крапок; крапки густі, розділені одна від одної на відстані, в своєму ряді, величиною таку ж крапку.
Кормовими рослинами є представники роду звіробій (звіробій продірявлений).
В окрузі Гумбольдт в штаті Каліфорнія (США) даного виду жуків-листоедов встановлено монумент на честь перемоги над листоед звіробоєм. Продірявлений звіробій, завезений з Європи до Північної Америки як декоративна і лікарська рослина, за відсутності природних ворогів перетворився на заході США в злісний бур'ян. Для боротьби з цим бур'янів у 1945 році до Каліфорнії була завезена хризоліна подвоєна. Спроба виявилася успішною. Трохи пізніше були завезені ще кілька інших видів за тією ж програмою, і поля були врятовані від даного звіробою.